# Parafia Matki Boskiej Anielskiej w Łodzi
Parafia pw. Matki Boskiej Anielskiej w Łodzi – rzymskokatolicka parafia położona w dekanacie Łódź-Chojny-Dąbrowa archidiecezji łódzkiej, prowadzona przez Zakon Braci Mniejszych Konwentualnych.

## Historia
Głównym założycielem i pierwszym gwardianem klasztoru był o. Felicjan Szustak. 27 lipca 1945 uzyskał on formalny akt przekazania dawnego zboru i domu przy ul. Krasickiego 1 zakonowi franciszkanów, wydany przez Główny Urząd Tymczasowego Zarządu Państwowego w Łodzi. O. Felicjan przystosował kaplicę do nabożeństw katolickich i poświęcił ją 2 sierpnia 1945 przyjmując jako patronkę Matkę Bożą Anielską. Starania o tytuł własności trwały od roku 1957 i zakończyły się pozytywnie po dziesięciu latach orzeczeniem sądu, który zatwierdził nabycie tegoż prawa własności na dobru opuszczonym przez zasiedzenie.
1 września 1974 biskup Józef Rozwadowski, ordynariusz łódzki, utworzył przy kaplicy ośrodek duszpasterski, zalecając franciszkanom obsługę wiernych określonego rejonu ulic z prawem pełnienia wszystkich funkcji parafialnych. 2 sierpnia 1978 została erygowana parafia pw. Matki Bożej Anielskiej.

## Zasięg parafii
Ulice:

- Bednarska (nr. 2–20, 1–9)
- Dąbrowskiego (nr 5)
- Jachowicza
- Kasowa
- Krasickiego
- Lecznicza
- Łączna (numery parzyste)
- Łukasińskiego
- Miła
- Niemcewicza (nr. 3/7, 4/8)
- Piaseczna
- Podmiejska
- Poprzeczna
- Rzgowska (nr. 17–61, 32–58, 62, 64)
- Słowackiego
- Szara
- Szymonowicza
- Tuszyńska (nr. 2–24)
- Unicka
- Wójtowska